# Europaparlamentsvalet 1999
Europaparlamentsvalet 1999 ägde rum mellan den 10 juni 1999 och den 13 juni 1999 i Europeiska unionens medlemsstater, med varierande valdagar. I de flesta medlemsstaterna ägde valet rum söndagen den 13 juni. I Danmark, Nederländerna och Storbritannien hölls valet däremot torsdagen den 10 juni, medan Irland var ensamt om att hålla valet fredagen den 11 juni.
288 miljoner unionsmedborgare hade rösträtt i valet om parlamentets 626 mandat. Det var det första valet då Finland, Sverige och Österrike röstade samtidigt som övriga medlemsstater i ett Europaparlamentsval. Valdeltagandet var emellertid rekordlågt, med undantag för Belgien och Luxemburg där röstplikt tillämpades. Nästa val ägde rum i juni 2004.
Europaparlamentsvalet 1999 innebar en stor förändring bland de politiska grupperna i Europaparlamentet. För första gången sedan det första Europaparlamentsvalet 1979 blev den kristdemokratiska gruppen, Gruppen för Europeiska folkpartiet (kristdemokrater) och Europademokrater (EPP-ED), den största politiska gruppen. Samtidigt förlorade Europeiska socialdemokratiska partiets grupp positionen som största grupp. Europeiska liberala, demokratiska och reformistiska partiets grupp (ELDR) utökade sitt antal mandat något och blev således den tredje största politiska gruppen.
Trots att EPP-ED och ELDR saknade egen majoritet i parlamentet, lyckades de inleda en koalition mellan varandra som bland annat utmynnade i ett samarbete kring vem som skulle bli Europaparlamentets talman. En sådan koalition hade tidigare existerat mellan den kristdemokratiska och socialistiska gruppen, men med hänsyn till bland annat EPP-ED:s och ELDR:s framgångar övergav EPP-ED den socialdemokratiska gruppen. Detta var en historisk förändring i parlamentet, men den varade inte längre än till nästkommande val, då den stora koalitionen mellan kristdemokrater och socialdemokrater återupptogs.
Efter valet tillträdde kommissionen Prodi, som ersatte interimskommissionen Marín. Den 14 december 1999 invigde parlamentet sitt nya säte, Louise Weiss-byggnaden i Strasbourg, vilket innebar att det inte längre behövde dela säte med Europarådets parlamentariska församling.

## Föregående valperiod

Mandatfördelning vid valet 1994.

Ytterligare en utvidgning av Europeiska unionen hade ägt rum sedan det föregående Europaparlamentsvalet 1994. Utvidgningen ägde rum den 1 januari 1995 när Finland, Sverige och Österrike anslöt sig till unionen. Mellan deras anslutning och valet 1999 ägde fyllnadsval rum i de tre nya medlemsstaterna för att välja parlamentariker från dessa medlemsstater. Valet var också det andra ordinarie som hölls efter ikraftträdandet av fördraget om Europeiska unionen och Amsterdamfördraget. Det var därmed också det andra Europaparlamentsvalet som ägde rum i Europeiska unionen, som hade inrättats den 1 november 1994. Genom EU-fördraget hade ett unionsmedborgarskap inrättats. Fördraget innebar också en utökning av parlamentets lagstiftande roll.
I slutet av valperioden mellan 1994 och 1999 avslöjade Europeiska revisionsrätten en korruptionsskandal inom kommissionen Santer, vilket tvingade Jacques Santer att lämna posten som kommissionsordförande. I mars 1999 tillträdde därför Manuel Marín som tillfällig kommissionsordförande fram till dess att valet hade ägt rum och kommissionen Prodi kunde tillträda.

## Utformning

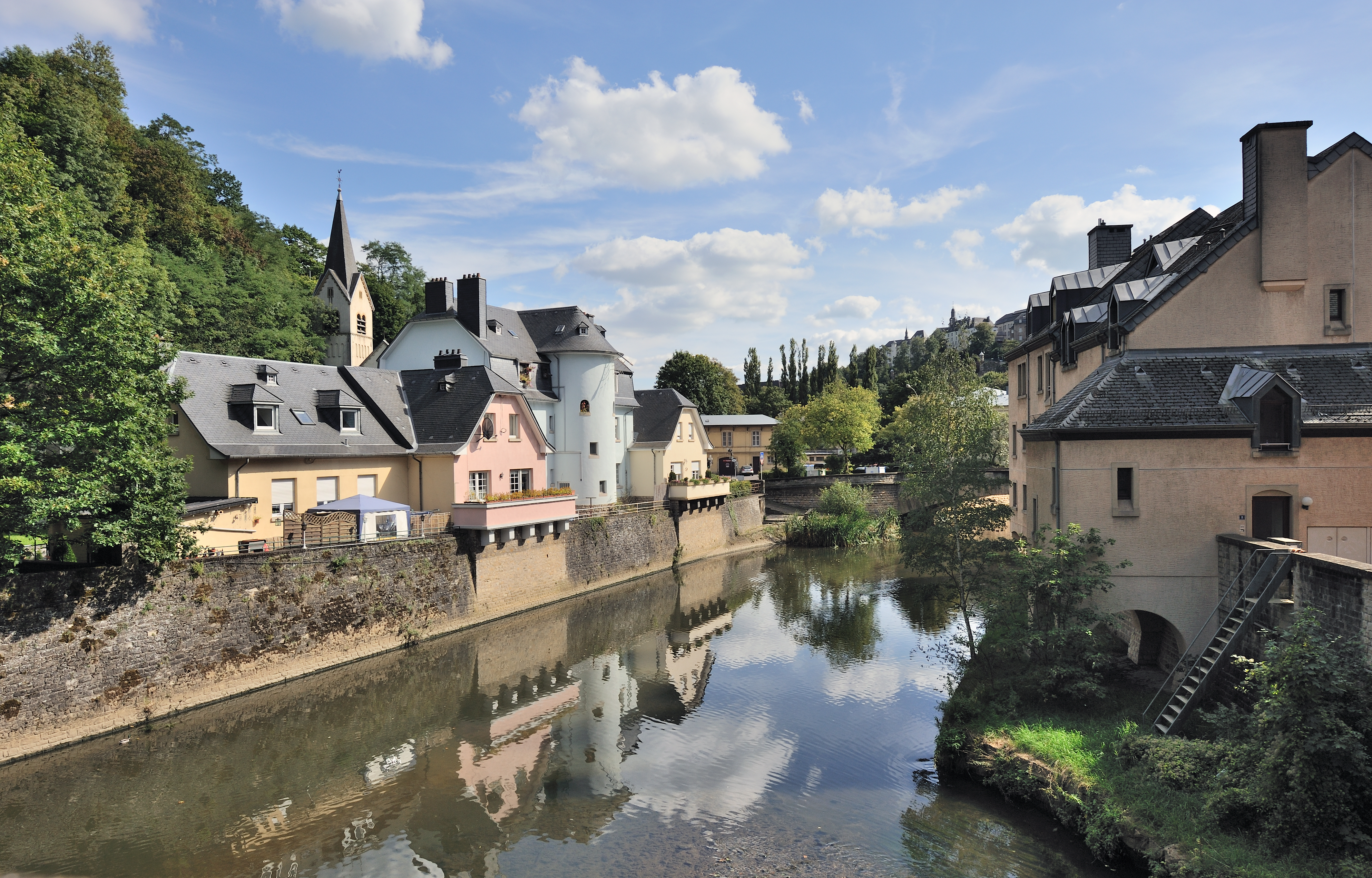
Luxemburg höll nationella val parallellt med parlamentsvalet.

Valet 1999 utformades i enlighet med valakten om hur val till Europaparlamentet ska utformas. Det innebar att valen var allmänna, direkta, fria och hemliga. I princip ägde varje myndig unionsmedborgare rösträtt i valet. Varje medlemsstat hade tilldelats ett antal mandat på förhand, och valen handlade om hur dessa mandat i sin tur skulle fördelas mellan de politiska partierna.
I enlighet med valakten ägde valet rum under fyra dagar; en torsdag till en söndag. De flesta medlemsstaterna, med undantag för Danmark, Irland, Nederländerna och Storbritannien, höll sin del av valet under söndagen. För första gången var valet helt proportionellt i samtliga medlemsstater, eftersom Storbritannien valde att övergå från enmansvalkretsar till proportionellt valsystem.
Nationella och lokala val hölls parallellt med Europaparlamentsvalet i vissa medlemsstater. I Belgien och Luxemburg hölls till exempel val till det nationella parlamentet.

## Genomförande
Torsdagen den 10 juni 1999 påbörjades valet i Danmark, Nederländerna och Storbritannien. Enligt valakten om hur Europaparlamentsval ska utformas, fick dessa medlemsstater inte offentliggöra sina valresultat förrän alla medlemsstater hade avslutat sina val. Fredagen den 11 juni 1999 fortsatte valet i Irland. Övriga medlemsstater höll sina val på söndagen.
Valrörelsen kom att i stor utsträckning handla om bland annat parlamentarikernas ekonomiska förmåner. Inte främst lönen, utan ledamöternas reseersättningar och pensionsfond upprörde många väljare. Parlamentet hade tidigare samma år demonstrerat sin makt genom att tvinga kommissionen Santer att avgå efter oegentligheter. Detta var en konsekvens av Europaparlamentets stärkta roll i och med fördraget om Europeiska unionen. Även frågan om euron, som hade införts den 1 januari samma år, aktualiserades i flera medlemsstater, i synnerhet de som ännu inte hade infört den gemensamma valutan som elektroniskt betalmedel. I vissa medlemsstater handlade valrörelsen också om det nationella EU-medlemskapet, trots att det egentligen inte var en fråga som låg inom parlamentets befogenheter.

## Trender

### Valdeltagande
Valdeltagandet i valet 1999 var rekordlågt med endast 49,8 % av de röstberättigade som röstade. Resultatet följde dock den tidigare utvecklingen, med ett allt lägre deltagande för varje val till Europaparlamentet. Intresset för valet var lågt och fokus hamnade i likhet med tidigare Europaparlamentsval snarare på nationella än europeiska valfrågor.
Högst deltagande hade medlemsstaterna med obligatoriskt valdeltagande, däribland Belgien och Luxemburg. Luxemburg höll dessutom nationella parlamentsval parallellt med Europaparlamentsvalet. I dessa länder uppgick valdeltagandet till omkring 90 %, medan det var betydligt lägre i övriga länder. I Finland var deltagandet till exempel drygt 30 % och i Storbritannien 24 %. Det låga valdeltagandet utgjorde den främsta kritiken mot parlamentets demokratiska legitimitet.

## Valresultat

### Valresultat efter politisk grupp
|  |  | EPP-ED | PES | ELDR | G/EFA | GUE/NGL | UEN | EDD | NI | Mandat | Deltagande |  |
|  |  | ------ | --- | ---- | ----- | ------- | --- | --- | -- | ------ | ---------- |  |

| Belgien |  | 6       | 5   | 5   | 7     | – | – | – | 2 | 25 | 91,0 % |  |
| ------- |  | ------- | --- | --- | ----- | - | - | - | - | -- | ------ |  |
|         |  | 1+1+3+1 | 2+3 | 2+3 | 3+2+2 | – | – | – | 2 |    |        |  |

| Danmark |  | 1 | 3 | 6   | – | 1 | 1 | 4   | – | 16 | 50,5 % |  |
| ------- |  | - | - | --- | - | - | - | --- | - | -- | ------ |  |
|         |  | 1 | 3 | 1+5 | – | 1 | 1 | 1+3 | – |    |        |  |

| Finland |  | 5 | 3 | 5   | 2 | 1 | – | – | – | 16 | 30,1 % |  |
| ------- |  | - | - | --- | - | - | - | - | - | -- | ------ |  |
|         |  | 5 | 3 | 4+1 | 2 | 1 | – | – | – |    |        |  |

| Frankrike |  | 21   | 22 | – | 9 | 11    | 12 | 6 | 6   | 87 | 46,8 % |  |
| --------- |  | ---- | -- | - | - | ----- | -- | - | --- | -- | ------ |  |
|           |  | 12+9 | 22 | – | 9 | 6+2+3 | 12 | 6 | 5+1 |    |        |  |

| Grekland |  | 9 | 9 | – | – | 7     | – | – | – | 25 | 70,3 % |  |
| -------- |  | - | - | - | - | ----- | - | - | - | -- | ------ |  |
|          |  | 9 | 9 | – | – | 2+3+2 | – | – | – |    |        |  |

| Irland |  | 5   | 1 | 1 | 2 | – | 6 | – | – | 15 | 50,2 % |  |
| ------ |  | --- | - | - | - | - | - | - | - | -- | ------ |  |
|        |  | 4+1 | 1 | 1 | 2 | – | 6 | – | – |    |        |  |

| Italien |  | 34                | 17   | 7   | 2 | 6   | – | – | 21      | 87 | 67,9 % |  |
| ------- |  | ----------------- | ---- | --- | - | --- | - | - | ------- | -- | ------ |  |
|         |  | 2+22+2+1+ 4+1+1+1 | 2+15 | 6+1 | 2 | 2+4 | – | – | 4+7+1+9 |    |        |  |

| Luxemburg |  | 2 | 2 | 1 | 1 | – | – | – | – | 6 | 90,8 % |  |
| --------- |  | - | - | - | - | - | - | - | - | - | ------ |  |
|           |  | 2 | 2 | 1 | 1 | – | – | – | – |   |        |  |

| Nederländerna |  | 9 | 6 | 8   | 4 | 1 | – | 3     | – | 31 | 30,0 % |  |
| ------------- |  | - | - | --- | - | - | - | ----- | - | -- | ------ |  |
|               |  | 9 | 6 | 2+6 | 4 | 1 | – | 1+1+1 | – |    |        |  |

| Portugal |  | 9 | 12 | – | – | 2 | 2 | – | – | 25 | 40,0 % |  |
| -------- |  | - | -- | - | - | - | - | - | - | -- | ------ |  |
|          |  | 9 | 12 | – | – | 2 | 2 | – | – |    |        |  |

| Spanien |  | 28   | 24 | 3   | 3     | 4 | – | – | 2   | 64 | 63,0 % |  |
| ------- |  | ---- | -- | --- | ----- | - | - | - | --- | -- | ------ |  |
|         |  | 27+1 | 24 | 2+1 | 1+1+1 | 4 | – | – | 1+1 |    |        |  |

| Storbritannien |  | 37   | 30   | 10 | 6     | – | – | 3 | 1 | 87 | 24,0 % |  |
| -------------- |  | ---- | ---- | -- | ----- | - | - | - | - | -- | ------ |  |
|                |  | 36+1 | 29+1 | 10 | 2+2+2 | – | – | 3 | 1 |    |        |  |

| Sverige |  | 7   | 6 | 4   | 2 | 3 | – | – | – | 22 | 38,8 % |  |
| ------- |  | --- | - | --- | - | - | - | - | - | -- | ------ |  |
|         |  | 2+5 | 6 | 1+3 | 2 | 3 | – | – | – |    |        |  |

| Tyskland |  | 53    | 33 | – | 7 | 6 | – | – | – | 99 | 45,2 % |  |
| -------- |  | ----- | -- | - | - | - | - | - | - | -- | ------ |  |
|          |  | 43+10 | 33 | – | 7 | 6 | – | – | – |    |        |  |

| Österrike |  | 7 | 7 | – | 2 | – | – | – | 5 | 21 | 49,4 % |  |
| --------- |  | - | - | - | - | - | - | - | - | -- | ------ |  |
|           |  | 7 | 7 | – | 2 | – | – | – | 5 |    |        |  |

| Europeiska unionen |  | 233 | 180 | 50 | 47 | 42 | 21 | 16 | 37 | 626 | 49,2 % |  |
| ------------------ |  | --- | --- | -- | -- | -- | -- | -- | -- | --- | ------ |  |

## Händelser efter valet

### Omgrupperingar

Mandatfördelningen efter politisk grupp efter valet.

Efter valet bildades Gruppen De gröna/Europeiska fria alliansen som en sammanslagning av de tidigare grupperna Europeiska radikala alliansen och Gruppen De gröna i Europaparlamentet. Samtidigt ändrade Europeiska folkpartiets grupp (kristdemokratiska gruppen) namn till Gruppen för Europeiska folkpartiet (kristdemokrater) och Europademokrater. Därutöver försökte flera grupplösa ledamöter bilda en heterogen grupp, men denna grupp föll snabbt samman. Övriga partigrupper kritiserade bildandet av den heterogena gruppen för att inte utgöra en riktig politisk grupp, eftersom det inte fanns någon gemensam politisk samhörighet mellan ledamöterna i den. Nationella alliansen lämnade gruppen samma dag som parlamentet sammanträde för första gången och anslöt sig till Gruppen Unionen för nationernas Europa två dagar senare, vilket gjorde att UEN ökade sina mandat till 30. Baskiska nationalistpartiet anslöt sig strax efter parlamentets första sammanträde till den gröna gruppen, vilket ökade dess antal mandat till 48.
Valresultatet fick betydelse för det samarbete som hade pågått mellan Gruppen för Europeiska folkpartiet (kristdemokrater) och Europademokrater (EPP-ED) och Europeiska socialdemokratiska partiets grupp (PES) sedan valet 1979. Istället för att samarbeta med PES valde EPP-ED att inleda ett samarbete med Europeiska liberala, demokratiska och reformistiska partiets grupp. De två talmän som utsågs under den kommande mandatperioden tillhörde därför EPP-ED respektive ELDR. Det innebar att det för första gången sedan Simone Veil blev talman 1979 utsågs en liberal.
| Gruppen för Europeiska folkpartiet (kristdemokrater) och Europademokrater | kristdemokrati, liberalkonservatism | Hans-Gert Pöttering |  | 233 |  |

| Europeiska socialdemokratiska partiets grupp | socialdemokrati | Enrique Barón Crespo |  | 180 |  |

| Europeiska liberala, demokratiska och reformistiska partiets grupp | liberalism, socialliberalism | Pat Cox |  | 50 |  |

| Gruppen De gröna/Europeiska fria alliansen | grön ideologi, regionalism | Heidi Hautala, Paul Lannoye |  | 47 |  |

| Gruppen Europeiska enade vänstern/Nordisk grön vänster | socialism, kommunism | Francis Wurtz |  | 42 |  |

| Gruppen Unionen för nationernas Europa | konservatism, anti-federalism | Charles Pasqua |  | 21 |  |

| Gruppen för demokratiernas och mångfaldens Europa | euroskepticism | Jens-Peter Bonde |  | 16 |  |

| Grupplösa i Europaparlamentet |  |  |  | 37 |  |

### Val av talman och vice talmän

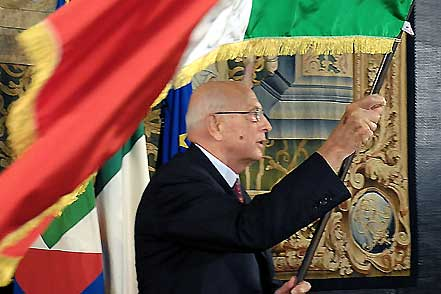
Efter valet var Giorgio Napolitano parlamentets ålderspresident.

Det nyvalda Europaparlamentet höll sitt första sammanträde den 20 juli 1999. Den inledande delen av sammanträdet leddes av ålderspresidenten Giorgio Napolitano. Det första beslutet som parlamentet fattade var att utse Nicole Fontaine (EPP) till ny talman. Hon blev därmed den andra kvinnan på posten (Simone Veil var den första). Totalt röstade 306 av de 545 närvarande ledamöterna för hennes kandidatur.
Nicole Fontaines huvudmotståndare var Mario Soares (PES) som erhöll 200 röster och den gröna politikern Heidi Hautala som erhöll 49 röster.
Efter valet av talman, valde parlamentet även fjorton vice talmän. Eftersom det endast fanns fjorton kandidater fattades beslutet med acklamation. För att rangordna de vice talmännen genomfördes dock en omröstning efter att kandidaterna hade valts. UEN och EDD var de enda politiska grupperna som inte erhöll någon av posterna. Under det första sammanträdet fastställdes även parlamentets sammansättning.

### Val av ny kommission

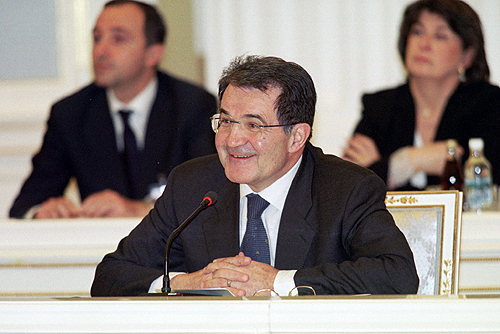
Romano Prodi utsågs till ny kommissionsordförande.

Den 21 juni 1999, dagen efter parlamentets första sammanträdesdag, presenterade Romano Prodi, vald kommissionsordförande, sitt förslag till ny kommission. Förslaget bestod, i enlighet med unionens fördrag, av 19 kandidater utöver Prodi själv. Kandidaterna dominerades av Europeiska folkpartiet och Europeiska socialdemokratiska partiet, men även Europeiska liberala, demokratiska och reformistiska partiet var representerat i kommissionen. Dessutom innebar förslaget att kommissionen för första gången skulle innefatta en kommissionär från ett grönt parti.
Parlamentet godkände förslaget till ny kommission den 15 september 1999. Totalt röstade 414 för förslaget, medan 142 röstade emot och 35 lade ned sina röster. Beslutet innebar att kommissionen Prodi skulle tillträda omedelbart, trots att den tidigare kommissionens mandat inte var avslutat. Detta berodde på att den innevarande kommissionen Marín var en tillfällig lösning. Därför tillträdde kommissionen Prodi den 16 september 1999. En av de största utmaningarna för den nya kommissionen var att återupprätta förtroendet för Europeiska kommissionen.